# 関谷定夫
関谷 定夫（せきや さだお、1925年12月26日 - 2017年6月11日）は、日本の聖書学者。西南学院大学名誉教授、旧約聖書学・聖書考古学専攻。

## 経歴
東京出身。1945年旧制福岡高等学校卒業。1949年旧制熊本医科大学卒業。1952年西南学院大学神学専攻卒業。西南学院大学講師、助教授、1969年教授。1968－1969年、イスラエル・ヘブライ大学に学ぶ。1970年西南学院大学神学部長（1978年再任）。1996年定年、名誉教授。
1970－1975年日本基督教学会理事。1983－1995年、西日本宗教学会理事。日本イスラエル文化研究会理事。

## 著書
- 『図説旧約聖書の考古学』ヨルダン社 1979
- 『図説新約聖書の考古学 イエスの生涯と聖地パレスチナ』講談社 1981
- 『聖書のあけぼの 考古学的アプローチ』中川書店 1990
- 『荒野を旅する 聖書による風土・民族・宗教・人間』梓書院 1995
- 『考古学でたどる旧約聖書の世界』丸善ブックス 1996
- 『竹久夢二 精神の遍歴』東洋書林 2000
- 『聖都エルサレム 5000年の歴史』東洋書林 2003
- 『シナゴーグ ユダヤ人の心のルーツ』編著 リトン 2006

### 翻訳
- ロバート・デンタン『旧約聖書神学序説』ヨルダン社 1967
- H.H.ローリー『死海巻物と聖書訳編 ヨルダン社 1968
- ジョアン・コメイ『旧約聖書人名事典』監訳 東洋書林 1996

## 論文
- <関谷定夫